# Fuldova vila (Český Těšín)
Fuldova vila v Masarykových sadech č.p. 77 se nachází v Českém Těšíně v okrese Karviná, je součástí městské památkové zóny. Vila byla postavena pro těšínského stavitele Fridricha Fuldu podle projektu architekta Julia Mayredera (1860–1911). Vila byla v roce 2016 prohlášena kulturní památkou České republiky.

## Historie
Vilu postavil v roce 1899 Fridrich Fulda, otec Eugena Fuldy (1872–1942). Po rozdělení Těšína v této vile bylo sídlo firmy, kterou v roce 1903 převzal Eugen Fulda a také v ní bydlel. Před druhou světovou válkou ve vile byl německý konzulát. Po válce byla vila adaptována na mateřskou školu.

## Architektura
Autorem projektu novorenesanční vily byl rakouský architekt Julius Mayreder (1860–1911). Dvoukřídlá dvoupodlažní vila postavena na půdorysu L. Fasádám křídel dominují rizality jejichž nároží jsou lemovány štukovou bosáží a ukončeny novorenesančními štíty. Fasáda bočního křídla (ul. Třanovského) je ukončena půlkruhovým rizalitem završenou cibulovitou střechou. Fasáda ve dvoře je hladká bez členění. Vila je krytá plechovou sedlovou střechou. Sokl vily je tvořen štukovou kvádříkovou bosáží. Vstupní portál je bohatě zdoben dekorativním pískovcem a zakončen štítem s tympanonem. Kolem vily je zachováno původní kovové oplocení s pískovcovou podezdívkou a dochovanými původní brankou a vstupní brány. Návrh oplocení provedl stavitel Fridrich Fulda.